# Cyclocephala camachicola
Cyclocephala camachicola är en skalbaggsart som beskrevs av Ohaus 1910. Cyclocephala camachicola ingår i släktet Cyclocephala och familjen Dynastidae. Inga underarter finns listade i Catalogue of Life.